# Заречє
Заречє (словен. Zarečje) — поселення в общині Ілірська Бистриця, Регіон Нотрансько-крашка, Словенія. Висота над рівнем моря: 434,8 м.